# オセアニアの旗一覧
オセアニアの旗一覧(オセアニアのはたいちらん)はオセアニアの国家、国際機関の旗の一覧である。

## オーストラリア

オーストラリアの国旗
クリスマス島の旗
ココス諸島の旗
ノーフォーク島の旗
ロード・ハウ島の非公式な旗

## メラネシア

フィジーの国旗
ニューカレドニアの旗
パプアニューギニアの国旗
インドネシア領西パプアの非公式な旗
ソロモン諸島の国旗
バヌアツの国旗

## ミクロネシア

アメリカ領グアムの旗
キリバスの国旗
マーシャル諸島の国旗
アメリカ領北マリアナ諸島の旗
ミクロネシア連邦の国旗
ナウルの国旗
パラオの国旗

### ミクロネシア連邦の州

チューク州の旗
コスラエ州の旗
ヤップ州の旗

## ポリネシア

アメリカ領サモアの旗
クック諸島の国旗
フランス領ポリネシアの旗
ハワイ州の旗
ニュージーランドの国旗
ニウエの国旗
イギリス領ピトケアン諸島の旗
チリ領イースター島の旗
サモアの国旗
ニュージーランド領トケラウの旗
トンガの国旗
ツバルの国旗
フランス領ウォリス・フツナの非公式な旗

### フランス領ポリネシア

ガンビエ諸島の旗
トゥアモトゥ諸島の旗
マルキーズ諸島の旗
トゥブアイ諸島の旗

### ニュージーランド領

チャタム諸島の非公式な旗

## 太平洋の合衆国領有小離島

ミッドウェー島の非公式な旗
パルミラ環礁の非公式な旗
ウェーク島の非公式な旗